# Gulpener Jaarling
Gulpener Jaarling is een Nederlands bier van het type bokbier, dat sinds 2010 wordt gebrouwen in Gulpen, bij de Gulpener Bierbrouwerij.
Het is een diep bruinrood bovengistend bier met een alcoholpercentage van 6,5%.
Het bier ontstaat door Gulpener HerfstBock, nadat het te veel of extra gebrouwen HerfstBock wordt afgevuld in flessen van 75cl, 12 maandenlang te laten rijpen in de fles. Vandaar ook de naam Jaarling.